# Ambanja
Ambanja è un comune urbano (firaisana) del Madagascar settentrionale (provincia di Antsiranana).
È situata circa 500 km a nord di Antananarivo.
Ha una popolazione di 29 980 abitanti (stima 2005 ).
È sede di un aeroporto (codice aeroportuale IATA: IVA) e di un porto marittimo. 
È attraversata dal fiume Sambirano.
L'agricoltura occupa oltre il 60% della popolazione. Le colture principali sono il cacao, il caffè, il riso e la vaniglia.